# Ingrid Noll
Ingrid Noll (Shanghai, 29 settembre 1935) è una scrittrice tedesca, ritenuta uno degli autori di polizieschi tedeschi di maggior successo.
I suoi libri sono stati tradotti in 27 lingue.

## Biografia
Ingrid Noll è cresciuta a Shangai con due sorelle e un fratello; il padre era un ricco medico tedesco trasferitosi a Nanchino. Lei e i suoi fratelli hanno ricevuto un'istruzione privata. Ha iniziato a scrivere piccole storie fin da bambina, ma di nascosto da tutti; quando nel 1949 con la sua famiglia è fuggita dalla Cina con l'ultima nave da Nanchino per la Germania, per non rivelare il suo segreto ha seppellito le sue opere nel giardino della casa in cui viveva. Noll ha frequentato una scuola femminile cattolica a Bad Godesberg fino al 1954. Per poter diventare un'insegnante, dopo il diploma di scuola superiore ha studiato tedesco e storia dell'arte all'Università di Bonn, senza però completare gli studi. Nel 1959 ha sposato il medico Peter Gullatz, dal quale ha avuto tre figli.
Prima della sua carriera di scrittrice, Ingrid Noll prestava aiuto al marito nel suo studio e si prendeva cura dei suoi figli e della famiglia, compresa la madre, che visse fino a 106 anni, dedicandosi alla scrittura solo durante i ritagli di tempo. Il suo primo romanzo, Der Hahn ist tot, venne scritto nel 1991, quando aveva l'età di 55 anni. 
Ingrid Noll vive con suo marito a Weinheim. Molti dei suoi romanzi gialli sono ambientati nell'area del Reno-Neckar (Mannheim e Heidelberg) e hanno per protagoniste donne di età diverse che si liberano dei loro mariti o amanti in modi non convenzionali.

## Premi
Nel marzo 2016 il capo della polizia di Bonn, U. Brohl-Sowa, ha nominato Ingrid Noll come "Commissario onorario" della polizia.
- 1994 Friedrich-Glauser-Preis per Le teste dei miei cari
- 2002 Medaglia al merito dello Stato del Baden-Württemberg
- 2005 Friedrich-Glauser-Preis, Glauser-Ehrenpreis (Premio per meriti speciali)

## Opere

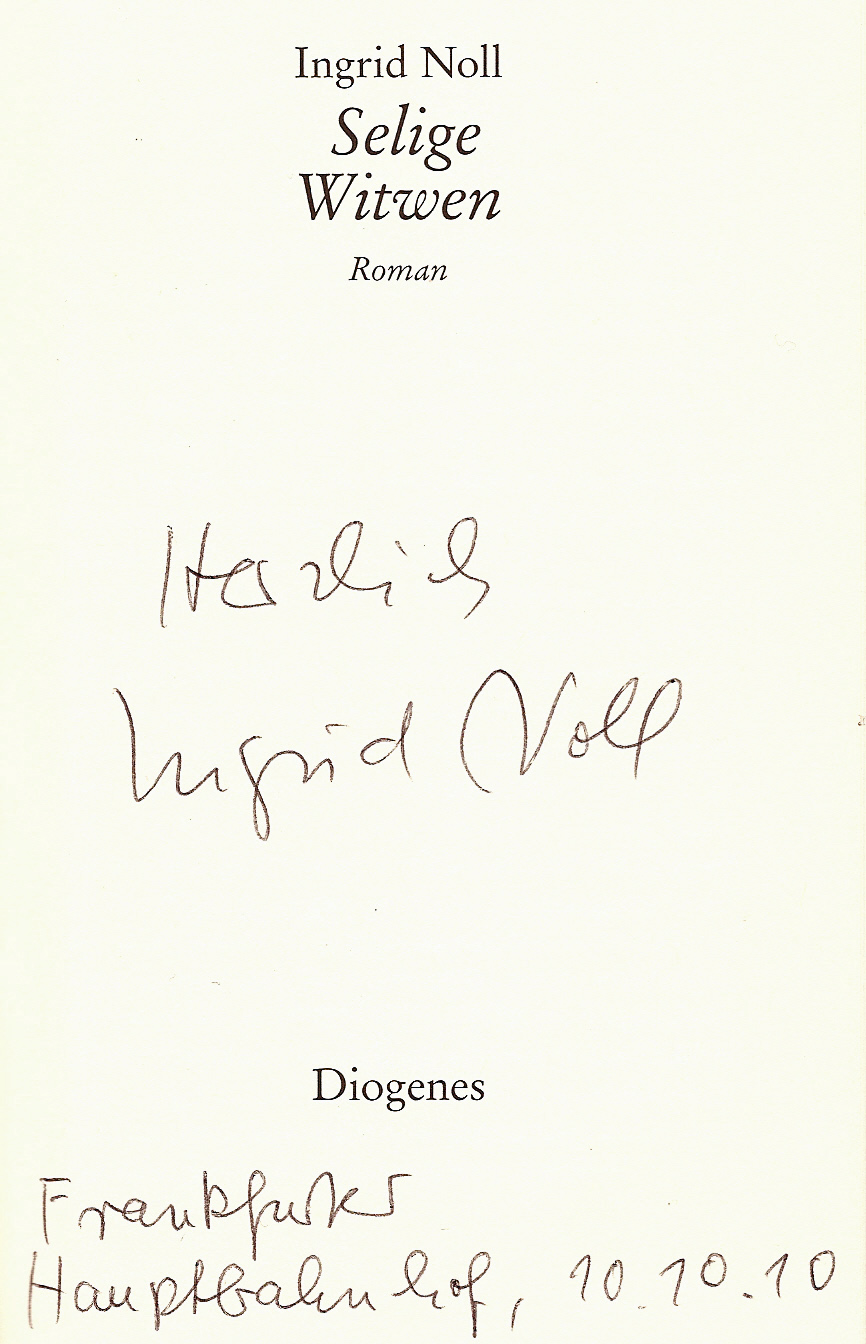
Autografo

- Der Hahn ist tot. Roman. Diogenes, Zürich 1991.

Il gallo è morto, traduzione di Barbara Griffini, Milano, Mondadori, 1996, ISBN 88-04-40777-8
Tutto solo per me, traduzione di Barbara Griffini, Milano, Astoria, 2014, ISBN 978-88-96919-89-7
- Die Häupter meiner Lieben. Diogenes, 1993.

Le teste dei miei cari, traduzione di Lorenza Cancian, Milano, Mondadori, 1997, ISBN 88-04-42243-2
- Die Apothekerin. Diogenes, 1994.
- Der Schweinepascha. In 15 Bildern. Diogenes, 1996.
- Kalt ist der Abendhauch. Diogenes, 1996.
- Der kleine Mord zwischendurch. 52 üble Kurzkrimis, geplant und ausgeführt von Ingrid Noll. Scherz, Bern 1997.
- Röslein rot. Roman. Diogenes, 1998,
- Selige Witwen. Roman. Diogenes, 2001.
- Rabenbrüder. Roman. Diogenes, 2003.
- Falsche Zungen. Gesammelte Geschichten. Diogenes, 2004,
- Ladylike. Roman. Diogenes, 2006,
- Kuckuckskind. Roman. Diogenes, 2008.
- Ehrenwort. Roman. Diogenes, 2010.
- Über Bord. Roman. Diogenes, 2012.
- Hab und Gier. Roman. Diogenes,  2014.

Finché brama non ci separi, traduzione di Margherita Belardetti, Milano, Astoria, 2015, ISBN 978-88-98713-11-0
- Der Mittagstisch. Roman. Diogenes, 2015.
- Halali. Roman. Diogenes, 2017.
- Goldschatz. Roman. Diogenes,  2019
- In Liebe Dein Karl. Geschichten und mehr. Diogenes, 2020

## Adattamenti cinematografici
- 1993:Bommels Billigflüge con Rosemarie Fendel, Dominique Horwitz e Katerina Jacob
- 1997: Die Apothekerin (The Pharmacist), di Rainer Kaufmann ; con Jürgen Vogel, Richy Müller e Katja Riemann, che ha vinto il German Film Prize nel 1998 per il suo ruolo
- 1999: Le teste dei miei cari, di Hans-Günther Bücking ; con Christiane Paul, Heike Makatsch e Andrea Eckert
- 2000: Il gallo è morto (film per la TV)
- 2000: Kalt ist der Abendhauch, di Rainer Kaufmann; con August Diehl e Fritzi Haberlandt, che nel 2001 ha vinto il Bavarian Film Prize come miglior giovane attrice